# Округ Бентон (Минесота)
Округ Бентон (енгл. Benton County) је округ у америчкој савезној држави Минесота.

## Демографија
По попису из 2010. године број становника је 38.451, што је 4.225 (12,3%) становника више него 2000. године.
| Група             | 2000.          | 2010.          |
| Белци             | 32.768 (95,7%) | 35.939 (93,5%) |
| Афроамериканци    | 266 (0,8%)     | 749 (1,9%)     |
| Азијати           | 392 (1,1%)     | 425 (1,1%)     |
| Хиспаноамериканци | 307 (0,9%)     | 632 (1,6%)     |
| Укупно            | 34.226         | 38.451         |